# آي إس إس برو إيفولوشن 2
آي إس إس برو إيفولوشن 2 (بالإنجليزية: ISS Pro Evolution 2)‏ ، وتسمى في النسخة اليابانية ورلد سوكر جيكيو وينينغ إليفن 2000: يو-23 ميدال هينو شوسن (World Soccer Jikkyou Winning Eleven 2000: U-23 Medal Heno Chousen) (باليابانية: ワールドサッカー実況ウイニングイレブン2000 〜U-23メダルへの挑戦〜) ، هي لعبة إلكترونية من نوع رياضة كرة القدم ، أنتجها كونامي عام 2001م ووزعت حصراً في القارة الأوروبية.

## قوائم رئيسية
القوائم الرئيسية ظهرت بشكل مختصر ومريح ، والتي تشمل:
- طور المباراة (Match Mode) : وتظهر خياران هما : المباراة الإستعراضية (Exhibition) ، وركلات الترجيحية (Penalty Kick).
- طور الدوري (League Mode) : تشارك فيه 16 منتخباً وطنياً.
- طور الكأس (Cup Mode) : وهي البطولة التي تنقسم إلى قسمين ، بطولة التي تشارك كل منتخبات القارات الخمس والتي تسمى كأس العالمية (International Cup) ، أو بطولات المناطق مثل كأس آسيا وأوقيانوسيا وكأس أوروبا وكأس أفريقيا وكأس أمريكا.
- ماسترليج أو سيد الدوري (Master League) : يشارك فيه 24 نادياً أوروبياً ، وتظهر الأندية التي تشارك مابين دوري الدرجة الأولى والدرجة الثانية ، ويخير مستوى اللعبة المتوسطة (Normal) ، والصعوبة الجدية (Hard).
- طور التدريب (Practice Mode) : خيار اللاعب لأداء التدريبات محددة ، والتي تشمل ، تسديدة ركلة حرة ، وركلة الجزاء , وركلة الزاوية ، ودورة حرة.
- تعديلات اللاعبين (Edit players) : وتظهر خيارات محددة لإنشاء اللاعب الجديد ، أو تعديل أسماء اللاعبين لكل المنتخبات عدا اليابان ، لأن المنتخب الياباني مسجلة ومرخصة من شركة كونامي ، ولا يحق لأحد تغيير أسماء اللاعبين اليابانيين أو تبديلهم.

## مصدر
1. ↑  ISS Pro Evolution 2 Playstation Game Review in ABSOLUTE PLAYSTATION ( PSone ) - ISS Pro Evolution 2 نسخة محفوظة 3 مارس 2016 على موقع واي باك مشين.

## وصلات خارجية
- ISS Pro Evolution at MobyGames.com
- ISS Pro Evolution at Neoseeker.com: reviews, faqs and cheats